# Feather River (Sacramento River)
Der Feather River (spanisch Río de las Plumas) ist mit einer Länge von 129 Kilometern einer der Hauptnebenflüsse des Sacramento River im Norden Kaliforniens. Er entwässert Teile der nördlichen Sierra Nevada und einen kleinen Teil des Kalifornischen Längstals. Der Fluss hat eine reiche Geschichte als Schauplatz des Goldrausches im 19. Jahrhundert. Weite Teile Mittel- und Südkaliforniens werden mit dem Wasser des Flusses versorgt. Über seine spanische Namensform Río de las Plumas ist er der Namensgeber des Plumas County, das seine Quellflüsse durchqueren.

## Beschreibung
Der Fluss entspringt in drei separaten Quellflüssen in der Sierra Nevada, die sich in den Armen des Oroville-Stausees in den Hügeln acht Kilometer nordöstlich von Oroville im Osten des Butte County vereinen. Der vereinigte Fluss fließt südwärts durch das Sacramento Valley, östlich der Sutter Buttes, durch Oroville und Yuba City-Marysville und mündet in den Sacramento River ungefähr 30 Kilometer nordnordwestlich von Sacramento.
Er nimmt den Yuba River in Yuba City und den Bear River 25 Kilometer südlich von Yuba City auf.

## Die Feather River Route

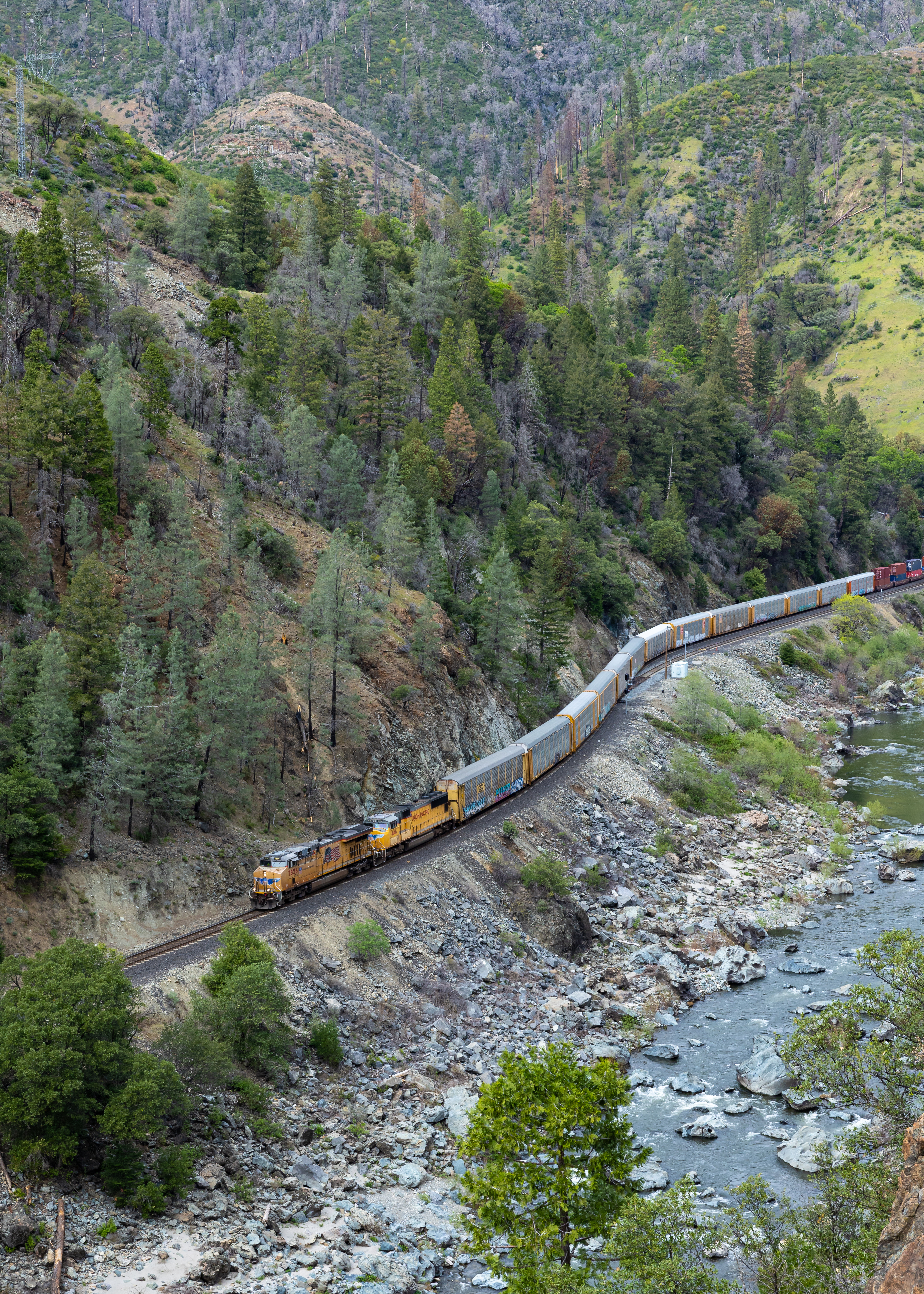
Güterzug der Union Pacific auf seinem Weg entlang des Feather River

Die Western Pacific Railroad baute eine Eisenbahn durch den Feather River-Canyon. Diese Route führt über den Beckwourth Pass, den niedrigsten Gebirgspass über die Sierra Nevada. Die Western Pacific California Zephyr-Züge benutzten diese Strecke. Die Eisenbahngesellschaft hatte eine Feder in ihrem Logo.

## Besonderheiten

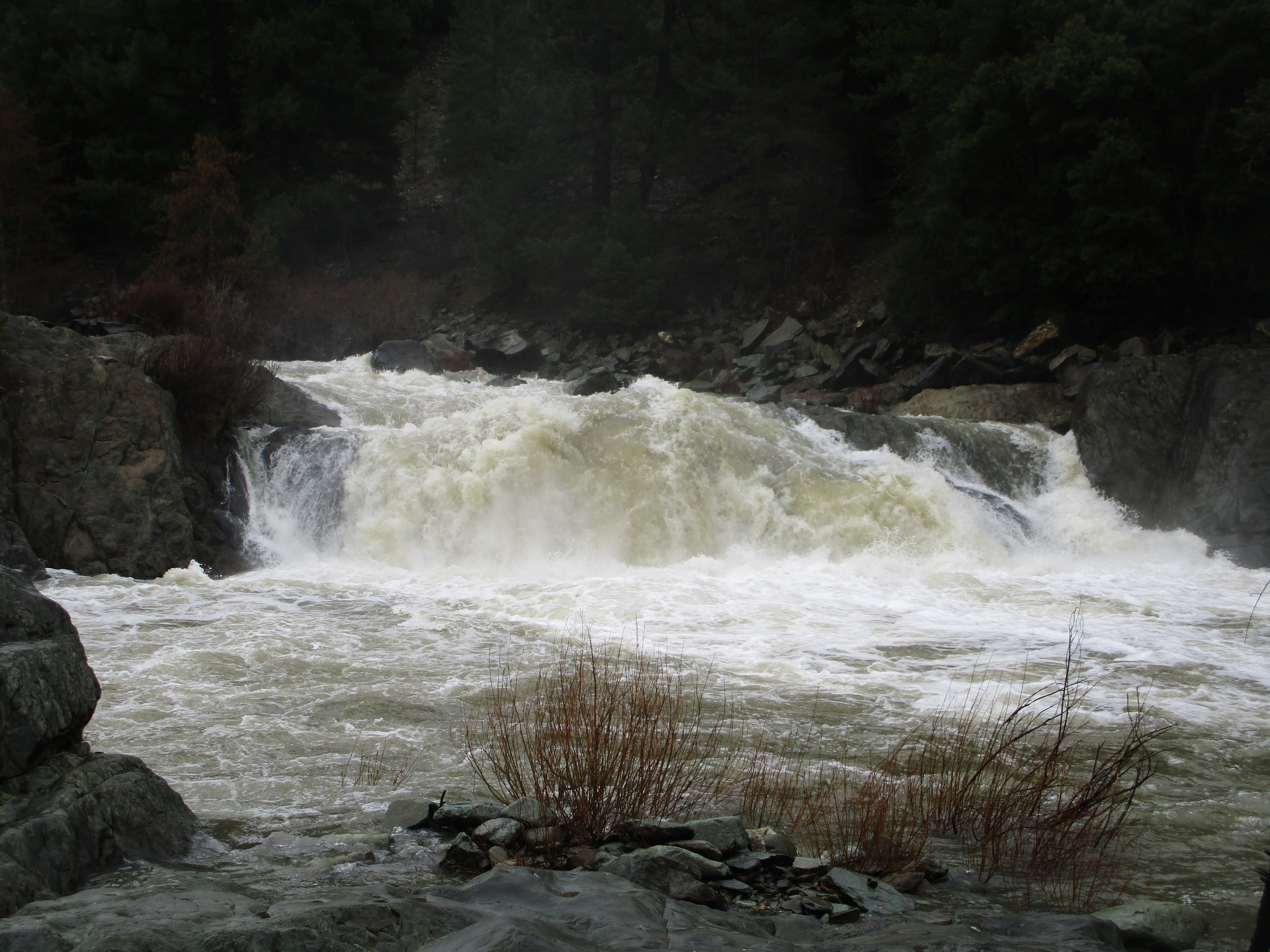
Indian Falls des North Fork Feather Rivers.

Südwestlich von Crescent Mills tritt der North Fork Feather River in einen Canyon ein, den er mit einer Wildwasserstrecke durchläuft, den sogenannten Indian Falls.